# Schillstraße 19 (Stralsund)

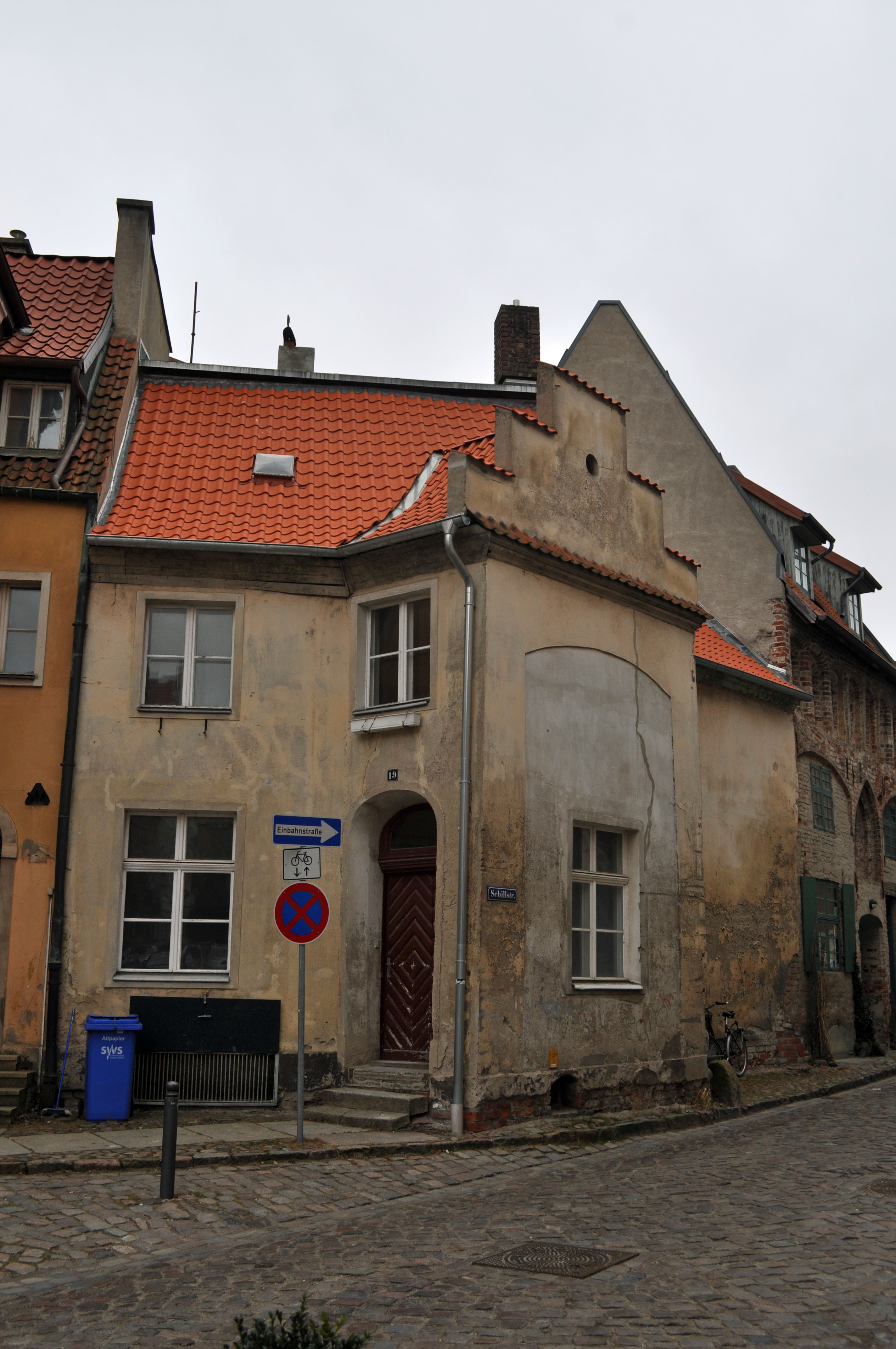
Das Haus Schillstraße 19 in Stralsund (2012)

Das Gebäude mit der postalischen Adresse Schillstraße 19 ist ein denkmalgeschütztes Bauwerk in der Schillstraße in Stralsund, an der Einmündung zur Fährstraße.
Der zweigeschossige Putzbau wurde in der Mitte des 18. Jahrhunderts errichtet, wobei Reste eines mittelalterlichen Vorgängerbaus einbezogen wurden.
Die mittlere Achse ist risalitartig vorgezogen und mit einem Staffelgiebel bekrönt. Das Portal ist in der südlichen Seitenwand des Risalits eingefügt. Die Haustür ist mit Rautengliederung versehen.
Das Haus liegt im Kerngebiet des von der UNESCO als Weltkulturerbe anerkannten Stadtgebietes des Kulturgutes „Historische Altstädte Stralsund und Wismar“. In die Liste der Baudenkmale in Stralsund ist es mit der Nummer 681 eingetragen.